# Meanwhile Back at Mama’s
«Meanwhile Back at Mama’s» — песня американского кантри-певца и автора-исполнителя Тима Макгро, вышедшая 14 апреля 2014 года в качестве третьего сингла с его студийного альбома Sundown Heaven Town (2014), второго на Big Machine. Песня записана при участии Фейт Хилл, жены певца. Авторы песни Jeffrey Steele, Jaren Johnston и Том Дуглас.

## История
«Meanwhile Back at Mama’s» дебютировал на 41-м месте в Billboard Country Airplay 3 мая 2014 года, где добралась до второго места. «Meanwhile Back at Mama’s» достиг позиции № 7 в американском хит-параде кантри-музыки Billboard Hot Country Songs и позиции № 41 Billboard Hot 100. К октябрю 2014 года тираж достиг 585 тыс. копий в США.
Песня получила положительные отзывы музыкальных критиков: Taste of Country.

## Музыкальное видео
Режиссёром музыкального видео выступил Shane Drake, а премьера состоялась в июне 2014 года. Съёмки проходили на семейной ферме супругов Tim & Faith в Нашвилле и во время выступления их дуэта на церемонии Академии кантри-музыки 2014 ACM.

## Чарты
| Чарт (2014)                         | Высшая позиция |
| ----------------------------------- | -------------- |
| Канада (Billboard Canadian Hot 100) | 47             |
| Канада (Billboard Country)          | 1              |
| США (Billboard Hot 100)             | 41             |
| США (Billboard Country Airplay)     | 2              |
| США (Billboard Hot Country Songs)   | 7              |

| Чарт (2014)                      | Позиция |
| -------------------------------- | ------- |
| US Country Airplay (Billboard)   | 32      |
| US Hot Country Songs (Billboard) | 20      |

## Сертификации
| Регион | Сертификация | Продажи   |
| --- | ------------ | --------- |
| США (RIAA) | Платиновый   | 1 000 000 |
| * Данные о продажах приведены только на основе сертификации. ^ Данные о тиражах приведены только на основе сертификации. |              |           |